# ریموند راش
ریموند راش (انگلیسی: Raymond Rasch؛ ا مارس ۱۹۱۷–۲۳ دسامبر ۱۹۶۴) یک آهنگساز، تنظیم‌کنندهٔ موسیقی و نوازنده پیانو اهل ایالات متحده آمریکا بود.
وی در سال ۱۹۷۲ و پس از مرگش، بابت موسیقی فیلم «روشنی‌های صحنه»، به همراه چارلی چاپلین و لری راسل، برندهٔ جایزه اسکار بهترین موسیقی فیلم شد.